# Шатін (Вайоц-Дзор)
Шатін (вірм. Շատին) — село в марзі Вайоц-Дзор, на півдні Вірменії. Село розташоване на трасі Мартуні — Єхегнадзор, за 17 км на північний захід від останнього. В селі розташована розвилка, від траси відходить другорядна дорога, що з'єднує трасу з високогірними селами та з'єднується з трасою Єреван — Степанакерт.

## Природа
На гірських схилах села можна побачити кілька десятків безоарів. Ці тварини зареєстровані не тільки у вірменській, але й у міжнародній Червоній книзі. У цьому місці, однак, важко уявити, що безоари знаходяться під загрозою зникнення. Справа в тому, що в останні роки, завдяки програмі збереження безоарів, в Вайоц-Дзорі кризу вдалося подолати. Шатін — єдине село не тільки у Вірменії, але і на всьому Кавказі, де чоловік і безоар живуть пліч-о-пліч.

## Пам'ятки
У селі розташований монастир Шатін Ванк 929 року, середньовічні церкви і міст Тсатура на річці Єхегіс, 1666 р. В околицях села розташовані ущелина Єхегіса. Воно багате рослинним і тваринним світом, вкрите полулісовим шаром, і по ньому протікає річка Єхегіс. Ущелина є місцем відпочинку для туристів і місцевих жителів. У селі Шатін був побудований оглядовий майданчик для туристів, з якої відкривається прекрасний вид на ущелину. Тут можна побачити цілі стада безоарових козлів. За 1 км на північний захід від села розташована печера.